# Parlamentarische Gruppe
Parlamentarische Gruppen (auch Parlamentsgruppen, oder Parlamentariergruppen) sind in manchen Parlamenten themenbezogene Zusammenschlüsse von Abgeordneten. Diese Arbeit kann der Austausch sein, die Schaffung für Aufmerksamkeit für eine Sache oder auch die Vorbereitung einer konkreten Gesetzesinitiativen. Sie sind Abzugrenzen von Ausschüssen, die in der Regel als Organe des Parlaments direkt in die Abläufe der Gesetzgebung eingebunden sind und ihre Stellung variiert je nach Arbeitsweise des jeweiligen Parlaments.

## Deutschland
Parlamentarische Gruppen im Deutschen Bundestag sind fraktionsübergreifende Zusammenschlüsse von Mitgliedern des Deutschen Bundestages, die zu einem bestimmten Thema über eine oder mehrere Legislaturperioden eine gemeinsame Zielsetzung verfolgen.
Die Grundlage bildet die Geschäftsordnung des Deutschen Bundestages: Parlamentarier des Deutschen Bundestages können sich zu Gruppen zusammenschließen. Die Bildung einer fraktionsähnlichen Gruppe oder die Bildung einer parlamentarischen Gruppe muss dem Büro des Bundestagspräsidenten angezeigt werden.
Parlamentarische Gruppen bedürfen keiner speziellen Satzung oder Geschäftsordnung und können ihre Arbeit frei organisieren, sie erhalten jedoch auch keine finanzielle Unterstützung durch den Bundestag. Nur Abgeordnete des Deutschen Bundestages können ordentliche Mitglieder werden. Parlamentarische Gruppen müssen sich deshalb, ebenso wie bilaterale und multilaterale Parlamentariergruppen, jede Legislaturperiode neu konstituieren. Neben den Bundestagsabgeordneten können zusätzlich nicht stimmberechtigte Gäste in eine parlamentarische Gruppe aufgenommen werden.
Beispiele für parlamentarische Gruppen im Deutschen Bundestag sind die Parlamentsgruppe Schienenverkehr (PGS), die Parlamentarische Gruppe Europa-Union (PG EU), die Parlamentarische Gruppe Binnenschifffahrt (PGBi),   die Parlamentarische Gruppe Frei fließende Flüsse (PG FfF) und die Parlamentarische Gruppe Kulturgut Alleen.

## Schweiz
Die Schweizer Bundesversammlung kennt die Einrichtung der parlamentarischen Gruppen („Gruppen der Bundesversammlung“) gemäß Art. 63 Parlamentsgesetz. Eine Liste aller zurzeit existierenden Gruppen kann auf der Website parlament.ch abgerufen werden.
Beispiele für parlamentarische Gruppen der Bundesversammlung sind die Parlamentarische Gruppe für Altersfragen, die Parlamentarische Gruppe für die Gotthard-Alpentransversale oder die Parlamentarische Gruppe „Schweiz – China“.
Die stark steigende Anzahl neu gegründeter Gruppen von 51 im Jahr 2004 auf 157 im Jahr 2019 führte vor allem bei Auslandsreisen von Parlamentariern zu Unklarheiten und Problemen. Obwohl die Gruppen laut Parlamentsgesetz keine offiziellen Organe der Bundesversammlung sind, wurden sie im Ausland oft als offizielle Vertretungen der Schweiz wahrgenommen. Im Jahr 2019 haben die Büros des National- und Ständerates deshalb präzisierende Richtlinien erlassen.